# Петрівка (Веселинівська селищна громада)
Петрі́вка — село в Україні, у Веселинівській селищній громаді Вознесенського району Миколаївської області. Населення становить 118 осіб. До 2016 року орган місцевого самоврядування — Луб'янська сільська рада.